# محاصره خیابان سیدنی

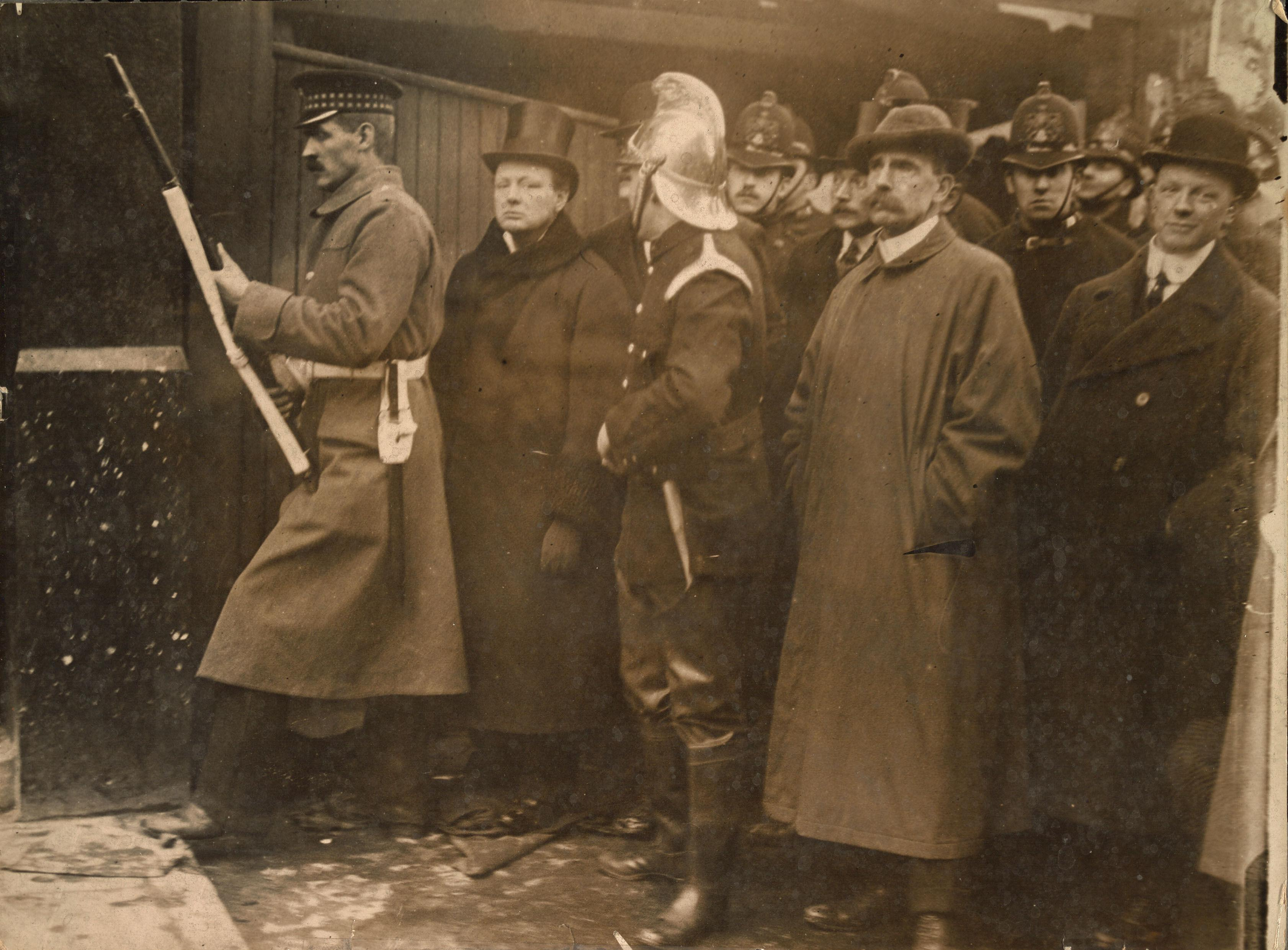
وینستون چرچیل (نفر دوم از سمت چپ)، وزیر کشور وقت، در منطقهٔ تحت محاصره

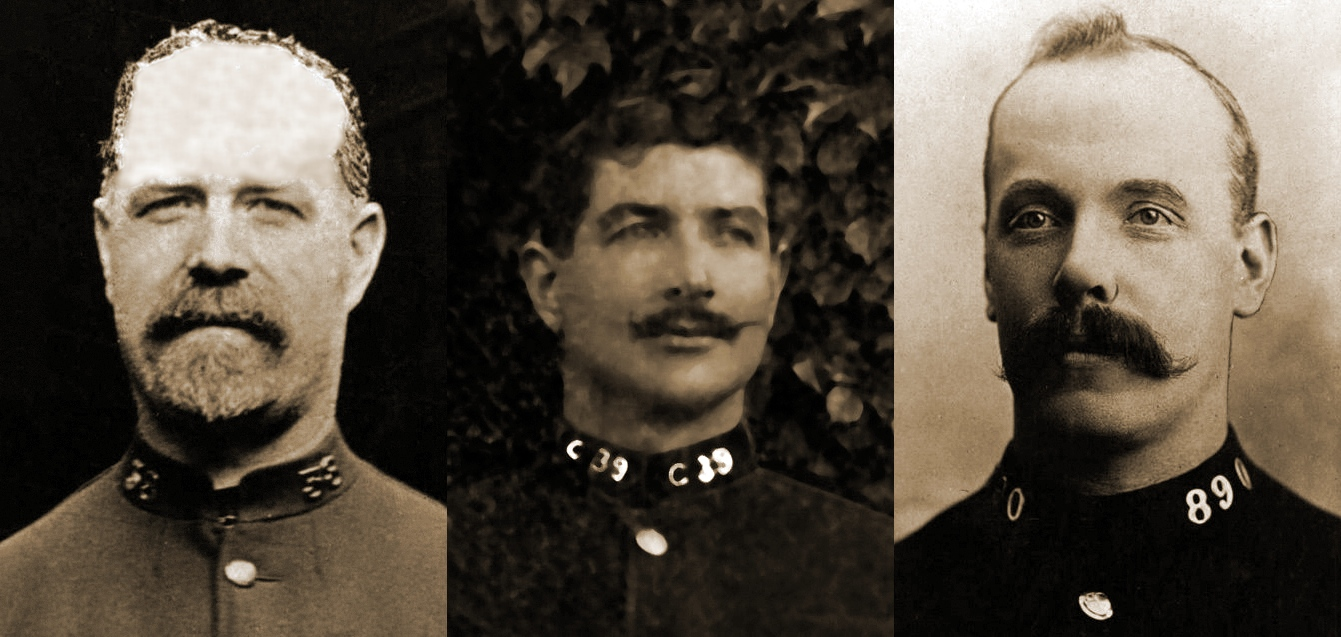
گروهبانان تاکر و بنتلی و پاسبان چوئیت، در هنگام انجام وظیفه در ۱۶ دسامبر ۱۹۱۰ به قتل رسیدند.

محاصره خیابان سیدنی (انگلیسی: Siege of Sidney Street) یا نبرد استپنی، واقعه‌ای است که در ژانویهٔ ۱۹۱۱ میلادی در شرق لندن رخ داد و طی آن تبادل آتش میان نیروهای پلیس و ارتش از یک سو، و دو گروه مسلح از یاغیان لتونیایی از سوی دیگر صورت گرفت. این محاصره، نقطهٔ اوج مجموعه‌ای از حوادث بود که در دسامبر ۱۹۱۰ و با تلاش برای سرقت جواهرات در هاندسدیچ در سیتی لندن توسط گروهی از اراذل و اوباش مهاجر لتونیایی شروع شد که منجر به قتل سه پلیس، زخمی شدن دو پلیس دیگر و مرگ «گئورگ گاردستین»، رهبر خلافکاران لتونی شد.
با ادامهٔ تحقیقات نیروهای پلیس، تمامی همدستان گاردستین شناسایی و ظرف ۲ هفته دستگیر شدند. پلیس اخباری دریافت کرد که ۲ نفر از اعضای این گروه تبهکار در پلاک ۱۰۰ خیابان سیدنی در استپنی مخفی شده‌اند. نیروهای پلیس، ساکنان محلی را از خانه‌های اطراف تخلیه کردند و صبح روز ۳ ژانویه، تبادل آتش و تیراندازی شروع شد. پلیس که مسلح به سلاح‌های ضعیف‌تری بود، مجبور به درخواست کمک از نیروی زمینی ارتش بریتانیا شد. این محاصره حدود شش ساعت به طول انجامید. در اواخر درگیری، ساختمان مورد نظر آتش گرفت و هیچ علت خاصی هم برای آن شناسایی نشد. قبل از گسترش آتش، یکی از تبهکاران در داخل ساختمان مورد اصابت گلوله قرار گرفت. در حالی که نیروهای سازمان آتش‌نشانی لندن در حال فرونشانی آتش در بخش‌های آسیب‌دیدهٔ ساختمان بودند  که طی آن، هر دو جسد را پیدا کردند ،ساختمان به‌طور کامل فرو ریخت و یک آتش‌نشان و همچنین رئیس پلیس «چارلز پیرسون» کشته شدند.
محاصره خیابان سیدنی نخستین باری بود که پلیس لندن جهت کنترل و نبرد با تبهکاران از نیروهای ارتش کمک گرفت. این محاصره همچنین نخستین واقعه‌ای از این دست بود که از آن عکاسی و فیلم‌برداری شد. بنگاه خبری پتی نیوز از حوادث این درگیری تصویربرداری کرد که در بخش از آن وزیر کشور بریتانیا وینستون چرچیل دیده می‌شود. حضور وی باعث اختلاف و مشاجرات سیاسی در مورد میزان درگیری عملیاتی وی شد. در دادگاه ماه مه ۱۹۱۱ برای دستگیرشدگان به جرم سرقت جواهرات هاندسدیچ، همگی به‌جز یک نفر، محکوم شدند که البته محکومیت آنها در فرجام‌خواهی لغو شد. این وقایع در فیلم‌های مردی که زیاد می‌دانست (۱۹۳۴) و محاصره خیابان سیدنی (۱۹۶۰) و چند رمان بازسازی و بازگو شده‌اند.
در صدمین سالگرد این واقعه، دو برج ساختمانی در خیابان سیدنی به نام پیتر نقاش، یکی از اعضای خرد گروه که احتمالاً در خیابان‌های هاندسدیچ یا سیدنی هم حضور نداشت، نامگذاری شد. خاطرهٔ پلیس‌ها و آتشنشانانی که در این حادثه کشته شدند نیز با اهدا لوح‌های یادبود گرامی داشته شد.